# Messier-katalógus
A Messier-katalógus Charles Messier francia csillagász által 1758 és 1782 között összeállított katalógus, amely a legfényesebb mélyégobjektumokat tartalmazza. Ezek között vannak nyílthalmazok, gömbhalmazok, ködök és galaxisok, tévedésből egy kettőscsillag is bekerült (a Messier 40). A katalógus objektumait M betűvel és egy számmal szokás jelölni. Eredeti célja azon égi objektumoknak a felsorolása volt, amelyeket gyakran tévesztettek össze az akkor a csillagászat érdeklődésének középpontjába került üstökösökkel, ugyanis készítése évszázadában jött rá Edmond Halley, hogy az üstökösök a Naprendszer tagjai, így keresésük és pályájuk meghatározása rendszeres tevékenységgé vált. (Az M1-et Messier a Halley-üstökös 1758-as visszatérésének keresése közben véletlenül fedezte fel, tévesen az üstökösnek gondolva, megtalálásának elsőségét a német Johann Georg Palitzschra hagyva.) Napjainkban elsősorban amatőrcsillagászok használják, mert sok viszonylag fényes, könnyen megfigyelhető mélyégobjektum van benne.
A Messier által használt eszközök fejlettsége általában nem tette lehetővé, hogy a katalogizált csillaghalmazokban különálló csillagokat tudjon észlelni. Ezt a Messier-objektumok jelentős részénél William Herschel tudta először megtenni.
Mivel Messier Franciaországban élt és csillagászati tevékenységét is ott végezte, katalógusa csak az északi égbolt és a déli égbolt onnan megfigyelhető részének objektumait tartalmazza. Mivel számos, a déli égbolton lévő, illetve Messier korában még nem ismert, de fényes vagy érdekes, az amatőrcsillagászok számára elérhető mélyégobjektumot nem tartalmaz, ezért Patrick Caldwell-Moore 1995-ben elkészítette a Caldwell-katalógust, mely 109 objektumot tartalmaz, és a Messier-katalógus kiegészítésének tekinthető.

A Messier-objektumok elhelyezkedése a csillagos égen

## Története

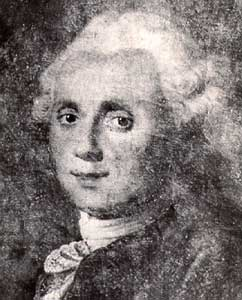
Charles Messier portréja 1771-ből

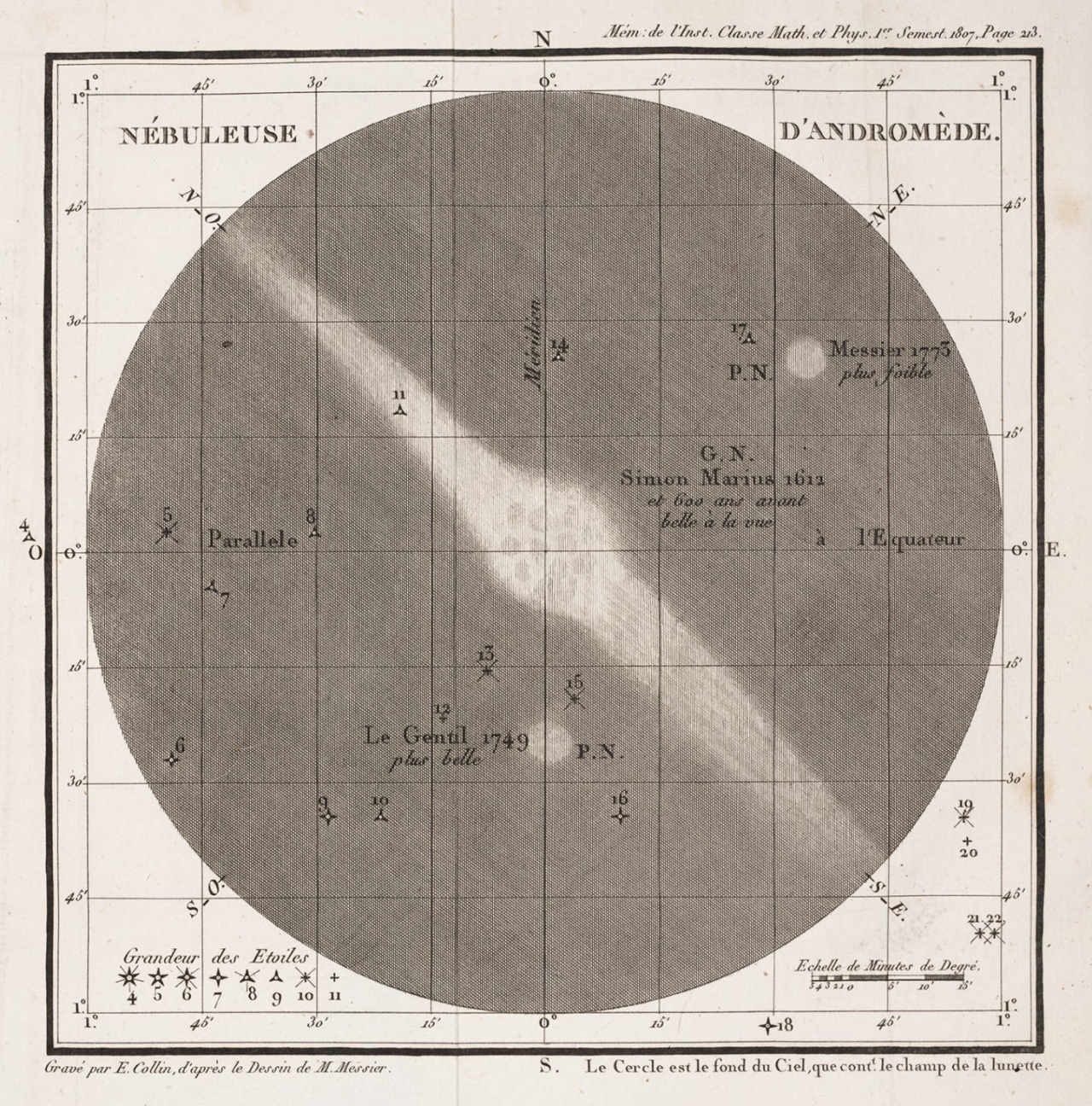
Az Androméda köd (M31) Messier által készített rajza. Világosan felismerhető az M31 és az M32 mellett az NGC 205 (M110) is.

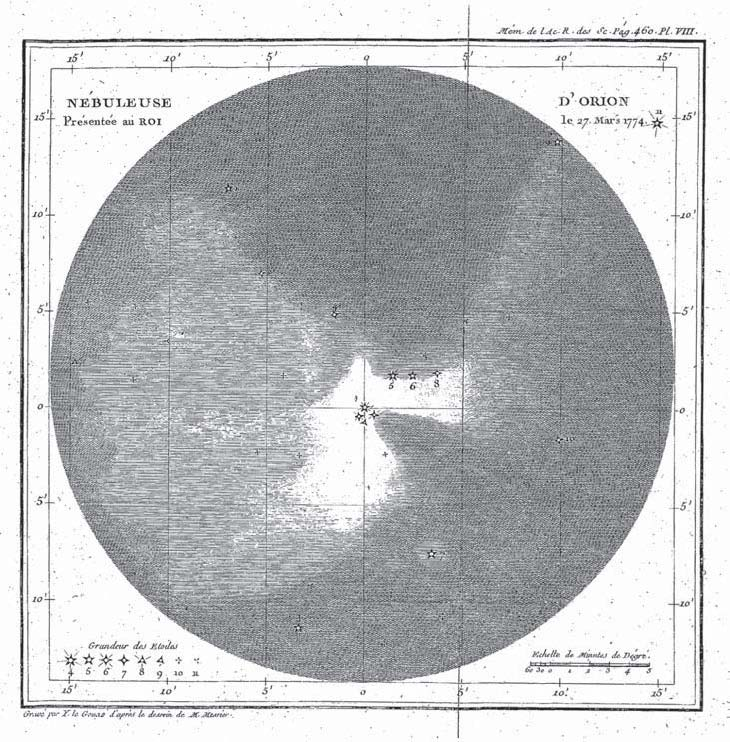
A Nagy Orion-köd (M42/M43) Messier rajzán

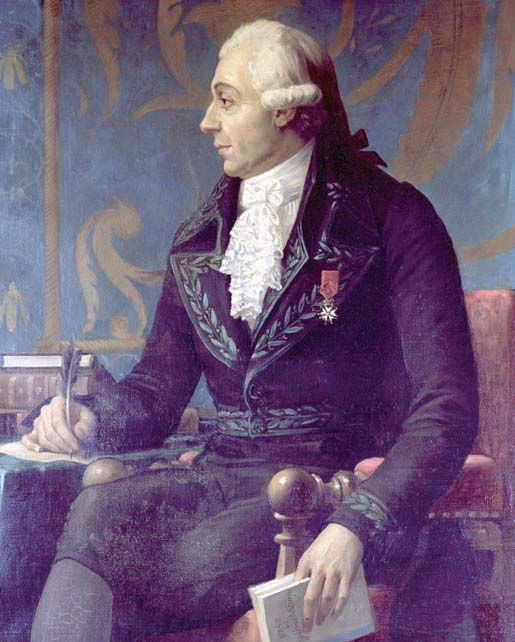
Pierre Méchain

### Az első kiadás
Az első kiadás 1774-ben jelent meg a Mémoires de l'Academie című kiadványban, és az M1 - M45 objektumokat tartalmazta. Ebben a kiadásban megtalálható volt szinte az összes, korábban már ismert mélyégobjektum, melyet Párizsból meg lehetett figyelni. Ezen felül 29 független felfedezés is helyt kapott a katalógusban, melyek közül 18 volt Messier eredeti felfedezése. Későbbi kutatások, tisztázások után az első kiadás 45 objektuma közül
- 33 csillaghalmaznak (ebből 19 nyílthalmaz, 14 gömbhalmaz)
- 7 csillagködnek (5 diffúz gázköd, 1 planetáris köd, illetve 1 szupernóva-maradvány)
- 3 galaxisnak, és
- 2 egyéb objektumnak (M24 csillagköd, M40 kettőscsillag) bizonyult.

### A második kiadás
Az első kiegészítés 1780-ban jelent meg, az első kiadás újranyomtatásával együtt. Ez már az M68-ig tartalmazta az objektumokat. Ez a kiadás az első kiadásban szereplőeknél jóval halványabb objektumokkal egészíti ki a listát. Ez a Messier által használt eszközök minőségének javulását jelzi, és valószínűleg annak is köszönhető, hogy egyre nagyobb tapasztalatokat szerzett a megfigyelésben. A lista 23 új objektuma közül 21 Messier független felfedezése, ebből 14 az eredeti észlelés. Az 1780. augusztus 31-én felfedezett M69 és M70 a kiadás függelékében kapott helyet. A katalógus végén található azon objektumok listája, melyeket más csillagászok észleltek, de Messier nem tudta őket megfigyelni, illetve Nicolas-Louis de Lacaille katalógusa, amely a déli égbolt csillagködjeit tartalmazza. A katalógus 23 új eleme közül
- 12 csillaghalmaz (6 nyílthalmaz és 6 gömbhalmaz)
- 1 planetáris köd
- 10 galaxis, melyek közül 5 a Virgo-halmaz tagja.

### Az utolsó kiadások
A végső kiadás 1781-ben jelent meg, és az M103 objektummal zárult. A benne szereplő 35 új objektum közül 22-t Pierre Méchain fedezett fel. A felfedezéseiről értesítette Messier-t, aki a pozícióméréseket végezte el (az utolsó három objektum kivételével, melyeket a kiadás szoros határideje miatt nem tudott ellenőrizni). Ez a kiadás szintén tartalmazta a sikertelen megfigyeléseket és Lacaille listáját. 1784-ben ezt a kiadást változtatás nélkül újra közölték.

### Az elmaradt bővítések
Messier valószínűleg tervezte a katalógus újabb kiadását 1790 körül, de erre sohasem került sor. Több ok lehetett, amiért felhagyott a további munkával:
- 1781-ben William Herschel felfedezte az Uránuszt. Messier ennek megfigyelésével, pályájának kiszámításával sok időt töltött el
- ugyanebben az évben súlyos baleset érte, és több, mint egy évig ágyhoz volt kötve
- felépülése után a Merkúrt figyelte meg, és üstökösök után kutatott

Valószínűleg az is nagyban befolyásolta a katalogizálás befejezését, hogy Herschel is belekezdett a ködök szisztematikus felkutatásába, és a Messier-énél kifinomultabb műszerei segítségével hamarosan több ezer objektumot figyelt meg.

### Utólagos kiegészítések
Az M104 és M110 közötti objektumokat utólag csatolták a listához. Azóta is vita tárgya ez a bővítés, nem mindenki fogadja el a hozzáadott objektumokat, bár a vita elsősorban tudománytörténeti jelentőségű, gyakorlatilag minden csillagász a 110 elemből álló változatot használja egyszerű gyakorlati megfontolásból, a Messier-lista ugyanis a legismertebb, így az abban szereplő objektumok könnyen megjegyezhetőek. A kiegészítés támogatói azzal érvelnek, hogy ezek már Messier és Méchain számára is ismertek voltak. A listához az utólagosan csatoltak a következők:
- Az M104-et Pierre Méchain fedezte fel 1781. május 11-én, Messier csak kézzel írta bele a katalógus 1781-es kiadásának saját maga által birtokolt példányába. Az objektumot 1921-ben csatolták véglegesen a listához.
- Az M105-öt (1781. március 4-én), az M106-ot (1781 júliusában) és az M107-et (1782 áprilisában) szintén Méchain fedezte fel; ezeket az objektumokat 1947-ben adták a listához.
- Az M108-at és az M109-et 1953-ban csatolták. A két objektumot Messier jegyzetei szerint Méchain 1781 februárjában és márciusában észlelte először.
- Az utolsó objektumot, az M110-et Messier fedezte fel 1773. augusztus 10-én. A katalógushoz 1966-ban csatolták.

### A katalógus objektumai
A 110 objektumból 64 vagy 65 azok száma, amelyek Messier függetlenül fedezett fel (az M102 esete kérdéses), ebből 44 esetben ő volt az első észlelő. 28 vagy 29 független megfigyelés Messier barátjának és kollégájának, Pierre Méchain-nek a nevéhez fűződik.
Egy 2002-ben készített jelentés
szerint a 110 objektumból kivételesen kedvező viszonyok esetén 38 észlelhető szabad szemmel.
A Messier-katalógus 110 objektuma között:
- 40 galaxis
- 29 gömbhalmaz
- 27 nyílthalmaz
- 6 diffúz gázköd
- 4 planetáris köd
- 1 szupernóva-maradvány, valamint
- 3 egyéb objektum található (a M24 Tejút-sűrűsödés, az M40 kettőscsillag és a négy csillagból álló M73 csillagalakzat).

Négy kivételével valamennyi objektum szerepel az NGC-katalógusban is. A kivételek:
- az M25, más néven IC 4725
- az M40, azaz a Winnecke 4 kettőscsillag
- az M45, azaz a Fiastyúk (Plejádok)
- az M24, ami viszont magában foglalja az NGC 6033 halmazt.

## Hiányzó objektumok
Messier elődeivel ellentétben meglehetősen gondos megfigyelő volt, és igyekezett arra ügyelni, hogy az általa katalogizált objektumok valóban létezőek, más égitestek segítségével megtalálhatóak legyenek. Ennek ellenére ő is hibázott, így néhány, a listáján szereplő objektum egy időre rejtve maradt más megfigyelők elől. A kérdéses objektumok:
- Az M47 esetében a pozícióadatok számításakor Messier egy előjelhibát vétett, melyet csak 1959-ben vettek észre.
- Az M48 tényleges pozíciója 2,5°-kal délebbre van a Messier által megadottnál. A hiba oka nem ismert.
- Az M91 esetében a korábban felfedezett M89 segítségével akarta a pozíciót meghatározni, de vélhetően az M58 adatait használta.
- Az M102 esete máig tisztázatlan. Két lehetséges teória tartja magát; az egyik szerint az M102 az M101 duplikációja, míg a másik lehetséges ok Messier számítási hibája.
- Az M40 esete csak részben tartozik ehhez a listához. Messier helymeghatározása pontos volt, de egészen 1966-ig nem sikerült újra észlelni az objektumot; ekkor sikerült kimutatni, hogy az M40 megegyezik a Winnecke 4 kettőscsillaggal.

## Érdekességek
Az 1970-es években többen is felvetették a Messier-maraton esemény megrendezésének ötletét. A cél a katalógus 110 objektuma közül minél többnek a megfigyelése egyetlen éjszaka alatt. Mind a 110 észlelés sikeres végrehajtására évente egyszer, március közepén-végén van lehetőség.
Napjainkban minden évben megrendezik a maratont.

## A katalógus
A táblázatokban használt színkódok a következők:
| Csillaghalmaz |
| Csillagköd    |
| Galaxis       |

### 1-10
| Messier szám | NGC szám | Elnevezés       | Kép | Típus                | Látszó fényesség | Csillagkép     | Méret     |
| ------------ | -------- | --------------- | --- | -------------------- | ---------------- | -------------- | --------- |
| M1           | NGC 1952 | Rák-köd         |     | szupernóva-maradvány | 8,4m             | Taurus         | 6' x 4'   |
| M2           | NGC 7089 |                 |     | gömbhalmaz           | 7,5m             | Aquarius       | 13'       |
| M3           | NGC 5272 |                 |     | gömbhalmaz           | 7,0m             | Canes Venatici | 16'       |
| M4           | NGC 6121 |                 |     | gömbhalmaz           | 7,5m             | Scorpius       | 26'       |
| M5           | NGC 5904 |                 |     | gömbhalmaz           | 7,0m             | Serpens        | 17'       |
| M6           | NGC 6405 | Pillangó-halmaz |     | nyílthalmaz          | 4,5m             | Scorpius       | 15'       |
| M7           | NGC 6475 |                 |     | nyílthalmaz          | 3,5m             | Scorpius       | 80'       |
| M8           | NGC 6523 | Lagúna-köd      |     | gömbhalmaz és köd    | 5,0m             | Sagittarius    | 90' x 40' |
| M9           | NGC 6333 |                 |     | gömbhalmaz           | 9,0m             | Ophiuchus      | 9'        |
| M10          | NGC 6254 |                 |     | gömbhalmaz           | 7,5m             | Ophiuchus      | 15'       |

### 11-20
| Messier szám | NGC szám | Elnevezés            | Kép | Típus              | Látszó fényesség | Csillagkép  | Méret |
| ------------ | -------- | -------------------- | --- | ------------------ | ---------------- | ----------- | ----- |
| M11          | NGC 6705 | Vadkacsa-halmaz      |     | nyílthalmaz        | 7,0m             | Scutum      | 14'   |
| M12          | NGC 6218 |                      |     | gömbhalmaz         | 8,0m             | Ophiuchus   | 15'   |
| M13          | NGC 6205 | Herkules-gömbhalmaz  |     | gömbhalmaz         | 7,0m             | Hercules    | 16'   |
| M14          | NGC 6402 |                      |     | gömbhalmaz         | 9,5m             | Ophiuchus   |       |
| M15          | NGC 7078 | Pegazus-halmaz       |     | gömbhalmaz         | 7,5m             | Pegasus     |       |
| M16          | NGC 6611 | Sas-köd              |     | nyílthalmaz és köd | 6,5m             | Serpens     |       |
| M17          | NGC 6618 | Omega-köd, Patkó-köd |     | nyílthalmaz és köd | 7,0m             | Sagittarius |       |
| M18          | NGC 6613 |                      |     | nyílthalmaz        | 8,0m             | Sagittarius |       |
| M19          | NGC 6273 |                      |     | gömbhalmaz         | 8,5m             | Ophiuchus   |       |
| M20          | NGC 6514 | Trifid-köd           |     | gömbhalmaz és köd  | 5,0m             | Sagittarius |       |

### 21-30
| Messier szám | NGC szám | Elnevezés                    | Kép | Típus          | Látszó fényesség | Csillagkép  | Méret |
| ------------ | -------- | ---------------------------- | --- | -------------- | ---------------- | ----------- | ----- |
| M21          | NGC 6531 |                              |     | gömbhalmaz     | 7,0m             | Sagittarius |       |
| M22          | NGC 6656 |                              |     | gömbhalmaz     | 6,5m             | Sagittarius |       |
| M23          | NGC 6494 |                              |     | nyílthalmaz    | 6,0m             | Sagittarius |       |
| M24          |          | Kis Sagittarius-csillagfelhő |     | (csillagköd)   | 11,5m            | Sagittarius |       |
| M25          |          |                              |     | nyílthalmaz    | 4,9m             | Sagittarius |       |
| M26          | NGC 6694 |                              |     | nyílthalmaz    | 9,5m             | Scutum      |       |
| M27          | NGC 6853 | Súlyzó-köd                   |     | planetáris köd | 7,25m            | Vulpecula   |       |
| M28          | NGC 6626 |                              |     | gömbhalmaz     | 8,5m             | Sagittarius |       |
| M29          | NGC 6913 |                              |     | nyílthalmaz    | 9,0m             | Cygnus      |       |
| M30          | NGC 7099 |                              |     | gömbhalmaz     | 8,5m             | Capricornus |       |

### 31-40
| Messier szám | NGC szám | Elnevezés          | Kép | Típus         | Látszó fényesség | Csillagkép | Méret |
| ------------ | -------- | ------------------ | --- | ------------- | ---------------- | ---------- | ----- |
| M31          | NGC 224  | Androméda-galaxis  |     | galaxis       | 4,5m             | Andromeda  |       |
| M32          | NGC 221  |                    |     | galaxis       | 10,0m            | Andromeda  |       |
| M33          | NGC 598  | Triangulum-galaxis |     | galaxis       | 7,0m             | Triangulum |       |
| M34          | NGC 1039 |                    |     | nyílthalmaz   | 6,0m             | Perseus    |       |
| M35          | NGC 2168 |                    |     | nyílthalmaz   | 5,5m             | Gemini     |       |
| M36          | NGC 1960 |                    |     | nyílthalmaz   | 6,5m             | Auriga     |       |
| M37          | NGC 2099 |                    |     | nyílthalmaz   | 6,0m             | Auriga     |       |
| M38          | NGC 1912 |                    |     | nyílthalmaz   | 7,0m             | Auriga     |       |
| M39          | NGC 7092 |                    |     | nyílthalmaz   | 5,5m             | Cygnus     |       |
| M40          |          | Winnecke 4         |     | kettőscsillag | 9,0m             | Ursa Major |       |

### 41-50
| Messier szám | NGC szám | Elnevezés              | Kép | Típus       | Látszó fényesség | Csillagkép  | Méret |
| ------------ | -------- | ---------------------- | --- | ----------- | ---------------- | ----------- | ----- |
| M41          | NGC 2287 | Kis Méhkas             |     | nyílthalmaz | 5,0m             | Canis Major |       |
| M42          | NGC 1976 | Orion-köd              |     | csillagköd  | 5,0m             | Orion       |       |
| M43          | NGC 1982 | De Mairan csillagködje |     | csillagköd  | 7,0m             | Orion       |       |
| M44          | NGC 2632 | Praesepe, Jászol       |     | nyílthalmaz | 4,0m             | Cancer      |       |
| M45          |          | Plejádok, Fiastyúk     |     | nyílthalmaz | 1,4m             | Taurus      |       |
| M46          | NGC 2437 |                        |     | nyílthalmaz | 6,5m             | Puppis      |       |
| M47          | NGC 2422 |                        |     | nyílthalmaz | 4,5m             | Puppis      |       |
| M48          | NGC 2548 |                        |     | nyílthalmaz | 5,5m             | Hydra       |       |
| M49          | NGC 4472 |                        |     | galaxis     | 10,0m            | Virgo       |       |
| M50          | NGC 2323 |                        |     | nyílthalmaz | 7,0m             | Monoceros   |       |

### 51-60
| Messier szám | NGC szám           | Elnevezés      | Kép | Típus          | Látszó fényesség | Csillagkép     | Méret |
| ------------ | ------------------ | -------------- | --- | -------------- | ---------------- | -------------- | ----- |
| M51          | NGC 5194, NGC 5195 | Örvény-galaxis |     | galaxis        | 8,0m             | Canes Venatici |       |
| M52          | NGC 7654           |                |     | nyílthalmaz    | 8,0m             | Cassiopeia     |       |
| M53          | NGC 5024           |                |     | gömbhalmaz     | 8,5m             | Coma Berenices |       |
| M54          | NGC 6715           |                |     | gömbhalmaz     | 8,5m             | Sagittarius    |       |
| M55          | NGC 6809           |                |     | gömbhalmaz     | 7,0m             | Sagittarius    |       |
| M56          | NGC 6779           |                |     | gömbhalmaz     | 9,5m             | Lyra           |       |
| M57          | NGC 6720           | Gyűrűs-köd     |     | planetáris köd | 9,5m             | Lyra           |       |
| M58          | NGC 4579           |                |     | galaxis        | 11,0m            | Virgo          |       |
| M59          | NGC 4621           |                |     | galaxis        | 11,5m            | Virgo          |       |
| M60          | NGC 4649           |                |     | galaxis        | 10,5m            | Virgo          |       |

### 61-70
| Messier szám | NGC szám | Elnevezés          | Kép | Típus       | Látszó fényesség | Csillagkép     | Méret |
| ------------ | -------- | ------------------ | --- | ----------- | ---------------- | -------------- | ----- |
| M61          | NGC 4303 |                    |     | galaxis     | 10,5m            | Virgo          |       |
| M62          | NGC 6266 |                    |     | gömbhalmaz  | 8,0m             | Ophiuchus      |       |
| M63          | NGC 5055 | Napraforgó-galaxis |     | galaxis     | 8,5m             | Canes Venatici |       |
| M64          | NGC 4826 | Feketeszem-galaxis |     | galaxis     | 9,0m             | Coma Berenices |       |
| M65          | NGC 3623 | Leo Triplet 1      |     | galaxis     | 10,5m            | Leo            |       |
| M66          | NGC 3627 | Leo Triplet 2      |     | galaxis     | 10,0m            | Leo            |       |
| M67          | NGC 2682 |                    |     | nyílthalmaz | 7,5m             | Cancer         |       |
| M68          | NGC 4590 |                    |     | gömbhalmaz  | 9,0m             | Hydra          |       |
| M69          | NGC 6637 |                    |     | gömbhalmaz  | 9,0m             | Sagittarius    |       |
| M70          | NGC 6681 |                    |     | gömbhalmaz  | 9,0m             | Sagittarius    |       |

### 71-80
| Messier szám | NGC szám         | Elnevezés      | Kép | Típus          | Látszó fényesség | Csillagkép  | Méret |
| ------------ | ---------------- | -------------- | --- | -------------- | ---------------- | ----------- | ----- |
| M71          | NGC 6838         |                |     | gömbhalmaz     | 8,5m             | Nyíl        |       |
| M72          | NGC 6981         |                |     | gömbhalmaz     | 10,0m            | Aquarius    |       |
| M73          | NGC 6994         |                |     | csillagalakzat | 9,0m             | Aquarius    |       |
| M74          | NGC 628          | A fantom       |     | galaxis        | 10,5m            | Pisces      |       |
| M75          | NGC 6864         |                |     | gömbhalmaz     | 9,5m             | Sagittarius |       |
| M76          | NGC 650, NGC 651 | Kis Súlyzó-köd |     | planetáris köd | 12,0m            | Perseus     |       |
| M77          | NGC 1068         | Cetus A        |     | galaxis        | 10,5m            | Cetus       |       |
| M78          | NGC 2068         |                |     | reflexiós köd  | 8,0m             | Orion       |       |
| M79          | NGC 1904         |                |     | gömbhalmaz     | 8,5m             | Lepus       |       |
| M80          | NGC 6093         |                |     | gömbhalmaz     | 8,5m             | Scorpius    |       |

### 81-90
| Messier szám | NGC szám | Elnevezés              | Kép | Típus   | Látszó fényesség | Csillagkép     | Méret |
| ------------ | -------- | ---------------------- | --- | ------- | ---------------- | -------------- | ----- |
| M81          | NGC 3031 | Bode galaxisa          |     | galaxis | 8,5m             | Ursa Major     |       |
| M82          | NGC 3034 | Szivar-galaxis         |     | galaxis | 9,5m             | Ursa Major     |       |
| M83          | NGC 5236 | Déli Szélkerék-galaxis |     | galaxis | 8,5m             | Hydra          |       |
| M84          | NGC 4374 |                        |     | galaxis | 11,0m            | Virgo          |       |
| M85          | NGC 4382 |                        |     | galaxis | 10,5m            | Coma Berenices |       |
| M86          | NGC 4406 |                        |     | galaxis | 11,0m            | Virgo          |       |
| M87          | NGC 4486 | Virgo A                |     | galaxis | 11,0m            | Virgo          |       |
| M88          | NGC 4501 |                        |     | galaxis | 11,0m            | Coma Berenices |       |
| M89          | NGC 4552 |                        |     | galaxis | 11,5m            | Virgo          |       |
| M90          | NGC 4569 |                        |     | galaxis | 11,0m            | Virgo          |       |

### 91-100
| Messier szám | NGC szám | Elnevezés  | Kép | Típus          | Látszó fényesség | Csillagkép     | Méret |
| ------------ | -------- | ---------- | --- | -------------- | ---------------- | -------------- | ----- |
| M91          | NGC 4548 |            |     | galaxis        | 11,5m            | Coma Berenices |       |
| M92          | NGC 6341 |            |     | gömbhalmaz     | 7,5m             | Hercules       |       |
| M93          | NGC 2447 |            |     | nyílthalmaz    | 6,5m             | Puppis         |       |
| M94          | NGC 4736 |            |     | galaxis        | 9,5m             | Canes Venatici |       |
| M95          | NGC 3351 |            |     | galaxis        | 11,0m            | Leo            |       |
| M96          | NGC 3368 |            |     | galaxis        | 10,5m            | Leo            |       |
| M97          | NGC 3587 | Bagoly-köd |     | planetáris köd | 12,0m            | Ursa Major     |       |
| M98          | NGC 4192 |            |     | galaxis        | 11,0m            | Coma Berenices |       |
| M99          | NGC 4254 |            |     | galaxis        | 10,5m            | Coma Berenices |       |
| M100         | NGC 4321 |            |     | galaxis        | 10,5m            | Coma Berenices |       |

### 101-110
| Messier szám | NGC szám | Elnevezés         | Kép | Típus       | Látszó fényesség | Csillagkép     | Méret |
| ------------ | -------- | ----------------- | --- | ----------- | ---------------- | -------------- | ----- |
| M101         | NGC 5457 | Szélkerék-galaxis |     | galaxis     | 8,5m             | Ursa Major     |       |
| M102         | NGC 5866 | Orsó-galaxis      |     | galaxis     | 10,5m            | Draco          |       |
| M103         | NGC 581  |                   |     | nyílthalmaz | 7,0m             | Cassiopeia     |       |
| M104         | NGC 4594 | Sombrero-galaxis  |     | galaxis     | 9,5m             | Virgo          |       |
| M105         | NGC 3379 |                   |     | galaxis     | 11,0m            | Leo            |       |
| M106         | NGC 4258 |                   |     | galaxis     | 9,5m             | Canes Venatici |       |
| M107         | NGC 6171 |                   |     | gömbhalmaz  | 10,0m            | Ophiuchus      |       |
| M108         | NGC 3556 |                   |     | galaxis     | 11,0m            | Ursa Major     |       |
| M109         | NGC 3992 |                   |     | galaxis     | 11,0m            | Ursa Major     |       |
| M110         | NGC 205  |                   |     | galaxis     | 10,0m            | Andromeda      |       |